# Mohamad Kdouh (calciatore 1993)
Mohamad Kdouh (Beirut, 4 maggio 1993) è un calciatore libanese, attaccante del Racing Beirut.

## Carriera

### Club
Ha giocato nella prima divisione libanese, in quella lituana, in quella albanese, in quella finlandese, in quella albanese ed in quella indiana. Ha inoltre giocato complessivamente 6 partite in Coppa dell'AFC.

### Nazionale
Nel 2013 ha giocato 2 partite nella nazionale libanese.

## Statistiche

### Presenze e reti nei club
| Stagione        | Club            | Campionato      | Campionato | Campionato | Coppe nazionali | Coppe nazionali | Coppe nazionali | Coppe continentali | Coppe continentali | Coppe continentali | Supercoppe | Supercoppe | Supercoppe | Totale | Totale |
| Stagione        | Club            | Comp            | Pres       | Reti       | Comp            | Pres            | Reti            | Comp               | Pres               | Reti               | Comp       | Pres       | Reti       | Pres   | Reti   |
| --------------- | --------------- | --------------- | ---------- | ---------- | --------------- | --------------- | --------------- | ------------------ | ------------------ | ------------------ | ---------- | ---------- | ---------- | ------ | ------ |
| 2021-2022       | NEROCA          | IL              | 8          | 2          | -               | -               | -               | -                  | -                  | -                  | -          | -          | -          | 8      | 2      |
| Totale carriera | Totale carriera | Totale carriera | 8          | 2          |                 | 0               | 0               |                    | -                  | -                  |            | -          | -          | 8      | 2      |